# Regeringen Merz
Regeringen Merz är Tysklands förbundsregering sedan 6 maj 2025. 
Regeringen leds av kristdemokrateren Friedrich Merz. Det är den femte storkoalition som reagerar Tyskland sedan demokratin återinfördes i landet 1949. 

## Regeringens tillträde
I ett första försök att rösta igenom regeringsförslaget så avslog Förbundsdagen det, då mindre än hälften av ledamöterna röstade för det. 310 röstade för Merz, 307 mot honom, medan tre avstod.  Detta beskrevs som en "chock" i det politiska Tyskland, och oväntat då regeringspartierna tillsammans samlade mer än hälften av ledamöterna i parlamentet. I ett andra försök godkändes dock Merz som förbundskansler med röstsiffrorna 325 för och 289 emot. Regeringen efterträdde regeringen Scholz.

## Ministrar
| Titel                                                                | Namn | Namn                 | Tillträdde      | Avgick                      | Parti    |
| -------------------------------------------------------------------- | ---- | -------------------- | --------------- | --------------------------- | -------- |
| Förbundskansler                                                      |      | Friedrich Merz       | 6 maj 2025      | innehar fortfarande ämbetet | CDU      |
| Finansminister samt Vicekansler                                      |      | Lars Klingbeil       | 6 maj 2025      | innehar fortfarande ämbetet | SPD      |
| Inrikesminister                                                      |      | Alexander Dobrindt   | 6 maj 2025      | innehar fortfarande ämbetet | CSU      |
| Näringslivs- och energiminister                                      |      | Katherina Reiche     | 6 maj 2025      | innehar fortfarande ämbetet | CDU      |
| Utrikesminister                                                      |      | Johann Wadephul      | 6 maj 2025      | innehar fortfarande ämbetet | CDU      |
| Justitieminister                                                     |      | Stefanie Hubig       | 6 maj 2025      | innehar fortfarande ämbetet | SPD      |
| Försvarsminister                                                     |      | Boris Pistorius      | 19 januari 2023 | innehar fortfarande ämbetet | SPD      |
| Arbets- och socialminister                                           |      | Bärbel Bas           | 6 maj 2025      | innehar fortfarande ämbetet | SPD      |
| Jordbruks- och livsmedelsminister                                    |      | Alois Rainer         | 6 maj 2025      | innehar fortfarande ämbetet | CSU      |
| Utbildningsminister                                                  |      | Karin Prien          | 6 maj 2025      | innehar fortfarande ämbetet | CDU      |
| Hälsominister                                                        |      | Nina Warken          | 6 maj 2025      | innehar fortfarande ämbetet | CDU      |
| Transportminister                                                    |      | Patrick Schneider    | 6 maj 2025      | innehar fortfarande ämbetet | CDU      |
| Miljöminister                                                        |      | Carsten Scnheider    | 6 maj 2025      | innehar fortfarande ämbetet | SPD      |
| Digitaliseringsminister                                              |      | Karsten Wildberger   | 6 maj 2025      | innehar fortfarande ämbetet | Partilös |
| Forskningsminister                                                   |      | Dorothee Bär         | 6 maj 2025      | innehar fortfarande ämbetet | CSU      |
| Utvecklingsminister och minister för näringslivssamarbete            |      | Reem Alabali-Radovan | 6 maj 2025      | innehar fortfarande ämbetet | SPD      |
| Minister för bostäder, stadsutveckling och byggande                  |      | Verena Hubertz       | 6 maj 2025      | innehar fortfarande ämbetet | SPD      |
| Minister med särskilda uppgifter och chef för Förbundskanslerämbetet |      | Thorsten Frei        | 6 maj 2025      | innehar fortfarande ämbetet | CDU      |